# 服部安司
服部 安司（はっとり やすし、1915年〈大正4年〉7月21日 - 2011年〈平成23年〉3月9日）は、日本の実業家、政治家。自由民主党衆議院議員（7期）・参議院議員（2期）。位階は従三位。

## 来歴

### 生い立ち
奈良県北葛城郡上牧村出身。散髪屋の息子として生まれ、家計が苦しく、小学校3年の頃から天秤棒をかついで梨売りの行商に歩いた。村の資産家の娘と結婚後、村の青年リーダーとなる。中央商科短期大学商学部卒業。

### 実業界・政界
1940年、日進繊維工業所代表者。1942年、日本特殊工業取締役社長。
1945年、上牧村長。1946年、戦争孤児を引き取り、村内に私財を投じて養護施設「チルドレンズ・ハウス」を建設する。日本繊維産業取締役社長。1947年、奈良県議会議員に当選。1948年、民主自由党奈良県支部副幹事長。
1952年、奈良県議会副議長に就任。1953年、奈良県議会議長に就任。1955年、自由民主党県支部幹事長。1956年、自由民主党奈良県連議員会長、同年に南部繊維産業取締役社長。
1958年の衆議院議員総選挙に旧奈良全県区から自民党公認で出馬し初当選、以後衆議院当選7回を数えた。党内では宏池会（池田勇人→前尾繁三郎→大平正芳→鈴木善幸→宮澤喜一派）に所属する。一貫して建設畑を歩く。
1961年、第2次池田内閣第1次改造内閣の内閣官房副長官。1964年、郵政政務次官。1977年、福田改造内閣の郵政大臣として初入閣。
しかし、1979年に発覚したKDD事件に絡み、郵政大臣在任当時の収賄疑惑が浮上し、1980年に行われた総選挙に出馬を断念せざるを得ない状況に追い込まれた。次の1983年の総選挙には出馬したが事件の影響が祟ったのか落選。政治生命も終わりかと思われていたが、1985年の参議院議員補欠選挙に出馬し当選。翌年の参院選も再選を果たし、1992年に引退するまで2期7年務めた。1985年、勲一等瑞宝章受章。
2011年3月9日、老衰のため奈良県北葛城郡上牧町の病院で死去。95歳没。逝去日に遡って従三位が没後追贈された。

## 人物
部落解放運動の活動家木村京太郎は『部落（43）』で、各界に活躍する奈良県の被差別部落出身者として服部安司の名前を挙げている。
生粋の党人派を自称する。官僚嫌いである。
宗教は浄土真宗。尊敬する人物は西郷隆盛。趣味は音楽、ボクシング観戦、乗馬、ゴルフ。住所は奈良県北葛城郡上牧町上牧。

## 政策・主張
- 公共事業の拡大は、長期不況にあえぐ日本経済の景気浮揚と安定成長に大きな効果が期待でき、県内中小及び個人企業主はもとより、その従業員の方々の経済の向上につながると信じている[5]。

## 家族
服部家
- 妻[4]
- 長男[4]
- 二男[4]
- 三男・三男雄[4]（弁護士、元検事、元自民党参議院議員、1944年 - ）

## 栄典
- 勲一等瑞宝章（1985年）
- 従三位（2011年3月9日）